# Seyeke (sockenhuvudort i Kina, Xinjiang Uygur Zizhiqu, lat 39,21, long 76,66)
Seyeke (kinesiska: 色也克, 色也克乡) är en sockenhuvudort i Kina. Den ligger i den autonoma regionen Xinjiang, i den nordvästra delen av landet, omkring 1 000 kilometer sydväst om regionhuvudstaden Ürümqi. Antalet invånare är 18 064. Befolkningen består av 8 883 kvinnor och 9 181 män. Barn under 15 år utgör 22,0 %, vuxna 15-64 år 70 %, och äldre över 65 år 6,0 %.
Runt Seyeke är det ganska tätbefolkat, med 139 invånare per kvadratkilometer. Närmaste större samhälle är Aqqik, 12,4 km sydväst om Seyeke. Trakten runt Seyeke består till största delen av jordbruksmark.
Genomsnittlig årsnederbörd är 122 millimeter. Den regnigaste månaden är maj, med i genomsnitt 27 mm nederbörd, och den torraste är december, med 2 mm nederbörd.